# Ipenrode

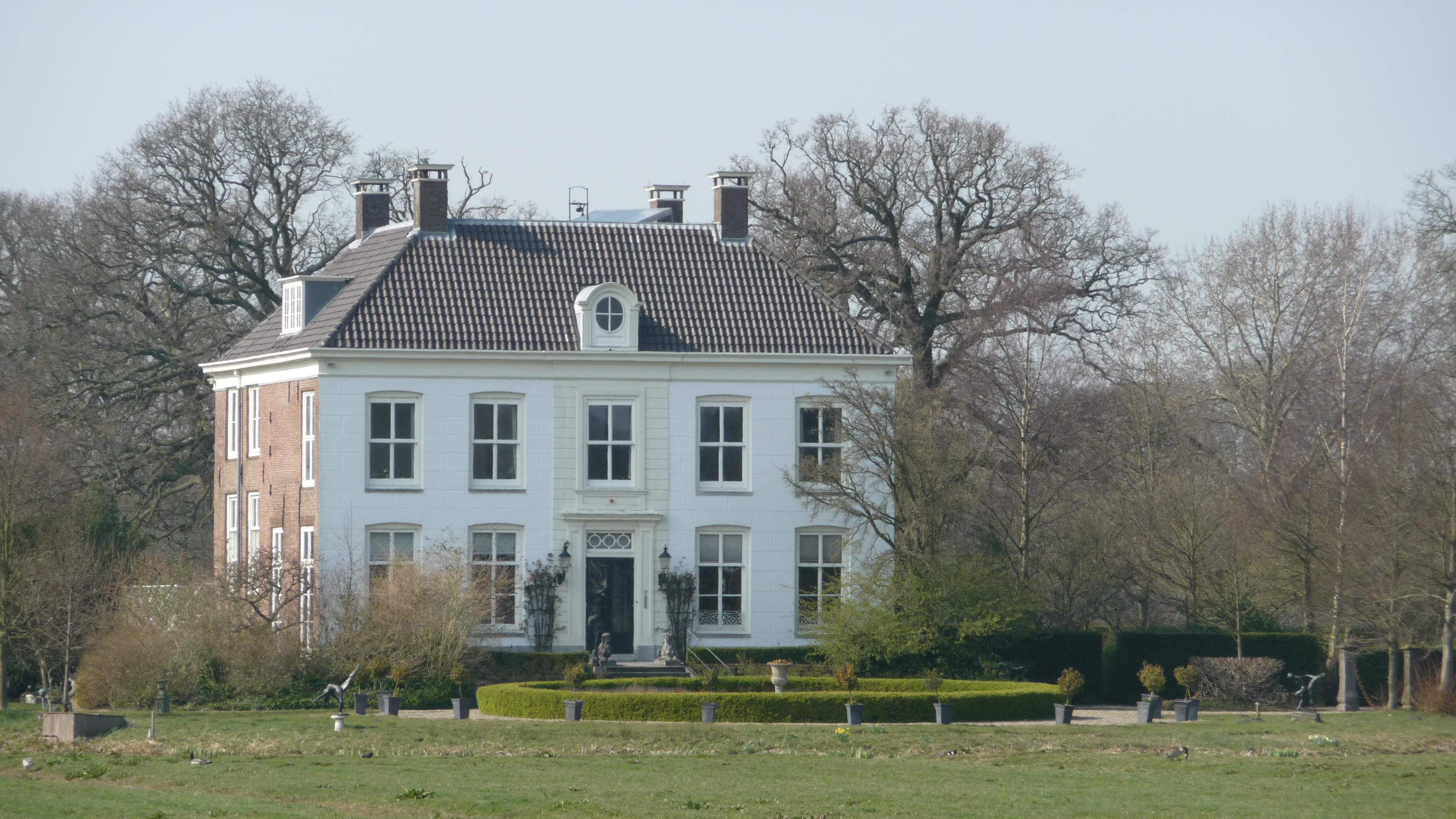
Ipenrode

Ipenrode is een historische buitenplaats aan de Herenweg in de gemeente Heemstede.

## Geschiedenis
De gronden van de naastgelegen buitenplaatsen Hartekamp en Boekenrode samen met Ipenrode behoorden gedurende het eind van de middeleeuwen toe aan de adellijke (Haarlemse) familie Van Berkenrode. 
De hofstede, oorspronkelijk Voorkoekoek geheten, is vermoedelijk ontstaan uit een boerderij. Eigenlijk twee, de Voorkoekoek en de Achterkoekoek. De eerste eigenaar van de hofstede met naam bekend heette Cornelis Franse, voor 1606. Latere eigenaars waren Lombardische geldschieters, werkzaam in Haarlem en tot 1641 de Haarlemse bierbrouwer Cornelis van der Wiele(n). 
Na het graven van de Leidsevaart zijn Voor- en Achterkoekoek van elkaar gescheiden. In 1716 kocht de Haarlemse magistraat Abraham van Guldewagen Voorkoekoek aan voor een bedrag van ƒ 20.900,-. In 1733 werd het huidige herenhuis van Ipenrode voltooid, toen de Haarlemmer Francois Aernout Druyvestein eigenaar was. Latere bezitters waren Amsterdamse en Haagse magistraten en kooplieden uit de geslachten Sautijn,  Geelvinck, Dedel en Van de Poll. 
Vanaf 1760 is een park in de landschapsstijl aangelegd. De 18e-eeuwse tuinmanswoning is bewaard gebleven. 
Kort voor en na 1900 was Ipenrode in bezit van Kennemer adel, met van 1874-1891 Hendrik van Wickevoort Crommelin, gevolgd door Hendrik Jan Deutz van Lennep van 1891-1906. Vervolgens is Ipenrode eigendom geweest van enkele telgen uit het Haarlemse drukkersgeslacht Enschedé.
In 1972 is de buitenplaats gekocht door een projectontwikkelaar, die in het park 76 service-appartementen wilde laten bouwen. Dat plan ging niet door en het buiten raakte in verval. 
In 1983 is de buitenplaats gekocht door mr. J.A.E. Koning, notaris te Amsterdam. Hij heeft de buitenplaats van de ondergang gered en een grootscheepse renovatie in gang gezet. 
In 1988 is het eerste beheersplan geschreven en nadien traden spoedig betere tijden aan. Na een grondige restauratie zijn huis en park sinds 1989 eigendom van P.H. van den Bos.
Berkenrode  ·  Bosbeek · Hartekamp · Huis te Manpad · Ipenrode · Kennemeroord · Meer en Bosch · Oud-Berkenroede